# نادي كولن
نادي كولن الأول لكرة القدم (بالألمانية: 1. FC Köln) هو نادي كرة قدم ألماني، تأسس في 13 فبراير 1948، في كولونيا ألمانيا. يلعب الفريق في بوندسليغا.

## تشكيلة الفريق

### تشكيلة الحالية
آخر تحديث في 5 أغسطس 2021.
ملاحظة: تشير الأعلام إلى المنتخب الوطني على النحو المحدد في قواعد الأهلية للفيفا. قد يحمل اللاعبون أكثر من جنسية واحدة غير تابعة للفيفا.
| الرقم | البلد    | المركز | اللاعب                       |
| ----- | -------- | ------ | ---------------------------- |
| 1     | ألمانيا  | حارس   | تيمو هورن (ن.كابتن)          |
| 2     | ألمانيا  | مدافع  | بينو شميتز                   |
| 3     | الدنمارك | مدافع  | نواه كاتيرباش                |
| 4     | سلوفينيا | مدافع  | تيمو هوبيرس                  |
| 5     | ألمانيا  | مدافع  | رافاييل زيشوز (ن.كابتن ثاني) |
| 6     | ألمانيا  | وسط    | صالح أوزكان                  |
| 7     | النمسا   | وسط    | ديان لوبيتشيتش               |
| 9     | السويد   | مهاجم  | سيباستيان أندرسون            |
| 11    | النمسا   | وسط    | فلوريان كاينز                |
| 13    | ألمانيا  | مهاجم  | مارك اوث                     |
| 14    | ألمانيا  | وسط    | يوناس هكتور ()               |
| 15    | ألمانيا  | مدافع  | لوكا كيليان                  |
| 17    | ألمانيا  | وسط    | كينغسلي شيندلر               |
| 18    | سلوفاكيا | وسط    | أوندري دودا                  |
| 19    | نيجيريا  | مدافع  | كينغسلي إهيزيبو              |

| الرقم | البلد          | المركز | اللاعب          |
| ----- | -------------- | ------ | --------------- |
| 20    | ألمانيا        | حارس   | مارفن شوب       |
| 21    | النمسا         | وسط    | لويس شاوب       |
| 22    | إسبانيا        | مدافع  | خورخي ميريه     |
| 23    | ألمانيا        | مدافع  | جانيس هورن      |
| 25    | ألمانيا        | وسط    | تيم لمبيرل      |
| 26    | صربيا          | مدافع  | سافا أرانجيل    |
| 27    | فرنسا          | مهاجم  | أنتوني موديست   |
| 28    | تونس           | وسط    | سافا أرانجيل    |
| 29    | ألمانيا        | مهاجم  | يان ثيلمان      |
| 30    | ألمانيا        | وسط    | مارفين أوبوز    |
| 31    | جمهورية التشيك | وسط    | توماش أوستراك   |
| 36    | ألمانيا        | وسط    | نيكلاس هاوبتمان |
| 38    | ألمانيا        | وسط    | جينس كاستروب    |
| 40    | ألمانيا        | حارس   | جوناس أوربيغ    |

### المعارون
ملاحظة: تشير الأعلام إلى المنتخب الوطني على النحو المحدد في قواعد الأهلية للفيفا. قد يحمل اللاعبون أكثر من جنسية واحدة غير تابعة للفيفا.
| الرقم | البلد   | المركز | اللاعب                                       |
| ----- | ------- | ------ | -------------------------------------------- |
| -     | ألمانيا | مدافع  | يان أوريل بيسيك (آرهوس حتى 30 يونيو 2022)    |
| -     | ألمانيا | مدافع  | روبرت فولودر (ماريبور حتى 30 يونيو 2022)     |
| -     | اليونان | مهاجم  | ديميتريوس ليمنيوس (تفينتي حتى 30 يونيو 2022) |

## الألقاب
- الدوري الألماني
  - البطل  1963–64 ، 1977–78
  - الوصيف:  1964–65 ، 1972–73 ، 1981–82 ،  1988–89 ،  1989–90
- بطولة كرة القدم الألمانية
  - البطل 1962
  - الوصيف: 60 ، 63
- كأس ألمانيا
  - البطل  1982–83
  - الوصيف: 1953–54 ، 1969–70 ، 1970–71 ،  1972–73 ، 1979–80 ، 1990–91
- الدوري الألماني الدرجة الثانية
  - الأول  1999–2000 ،  2004–05 ،  2013–14 ،  2018–19
  - الوصيف:  2002–03
- أوبرليغا ويست
  - البطل: 1953–54 ، 1959–60 ، 1960–61 ، 1961–62 ، 1962–63
  - الوصيف: 1952–53 ، 1957–58 ، 1958–59